# Pierre Nocca
 (août 2012).
Pierre Louis Nocca est un sculpteur français, né le 28 août 1916 à Sète (Hérault) et mort, dans la même ville, le 15 février 2016,.

## Biographie
À l'âge de 15 ans, Pierre Nocca commence à peindre des marines pour un peintre sétois, qui le pousse à  entrer à l'école des beaux-arts de Montpellier. Les prix qu'il y remporte lui permettront son admission, en 1937, à l'école nationale supérieure des beaux-arts de Paris où il aura comme professeur Henri Bouchard, Paul Niclausse, Charles Lemaresquier. Mobilisé en 1939, il est décoré de la Croix de guerre. En 1941, il revient à Paris où il rejoint la Résistance et participe à la libération de la Ville[réf. nécessaire].
Il occupe un atelier à la Ruche et habite à Saint Germain des Prés. Il se lie d'amitié avec les sculpteurs César et Albert Féraud.[réf. nécessaire]
En 1947, la ville de Montpellier lui commande le monument des Martyrs de la Résistance ainsi que, en 1964, le monument dédié à Jean Jaurès. La démolition de son atelier de La Ruche, en 1957, le ramène de plus en plus souvent dans sa région d'origine où il exécute de nombreuses commandes. Il se fixe définitivement à Sète où de 1965 à 1985, il est professeur à l'école des Beaux-Arts, tout en réalisant dans le sud de la France de nombreuses œuvres monumentales.
La ville de Sète lui rend hommage en le nommant Invité d'honneur de la Saint Louis 2010.

## Œuvres principales
- 2003 - 2012 : Les Bifaces, danseuses, licorne (matériaux mixtes, résine, métal, poudre de marbre…)
- 2002 :	« Ajustaïre », matériaux composites, 4 m, canal royal de Sète, Hérault, France
- 1994 – 1996 : sculptures « Les Figures du Temps », groupe, résine, acrylique
- 1992 – 1994 : série de bas relief « Les Corps et la Danse », plâtre
- 1989 - 1992 : sculptures sérielles, modules utilisés pour la réalisation de sculpture
- 1987 : « La Fontaine du Poufre », laiton repoussé et granit, (13 m x 8 m x 5 m) et aménagement de la place de la mairie de Sète, Hérault, France
- 1985 : « Monument du Souvenir et de la Paix », pierre, 5,6 m, à Saint-Gély-du-Fesc, Hérault, France.
- 1974 - 1980 : Fresques liant inox, pâte de verre, mosaïque et peinture pour des groupes scolaires à Montpellier, Andorre la vieille, et la région de Toulouse.[Interprétation personnelle ?]
- 1971 - 1975 : Travaille surtout le métal[Interprétation personnelle ?].  Les principales réalisations sont :
  - « Neptune ou le Rire énorme de la mer » (1972), laiton repoussé, 2,1 m
  - « Légende » (1973), laiton repoussé, 4 m, L'Union, Haute-Garonne, France
  - « La leçon d'Athéna » (1973), pierre, 4 m, Villemur-sur-Tarn, Haute-Garonne
  - « Le Guetteur » (1976), laiton repoussé, 4 m, Carcassonne, France
  - « Poulpe » (1978), laiton repoussé, 3 m x 2 m x 1,6 m, Argelès-sur-mer, Pyrénées-Orientales, France
  - « Aboli bibelot » (1984), laiton repoussé, 2,1 m
  - « Papillons » (1985), laiton repoussé, 2,50 m, bibliothèque de Castres, Tarn, France
- 1965 – 1970 : Structures, mêle ses observations de productions d' « Arts premiers » à ses études d'œuvres d'archaïques grecs et mésopotamiens pour retrouver une expression originelle et faire ressurgir les lignes de forces qui structurent en profondeur notre perception de l'espace. Délaisse la pierre et le bois pour le métal : cuivre et bronze. En parallèle, il dessine beaucoup d'insectes et d'animaux marins.[Interprétation personnelle ?]
- 1964 : « Monument à Jean Jaurès », Montpellier, France
- 1958 : Bas-relief de verre, Institut d'Émission de l'AOF et du Togo, Abidjan, Côte d'Ivoire
- 1955 : Maitre-Autel, pierre, 3,4 m x 1,3 m, église de Cazedarnes (commande d'État), Hérault, France
- 1947 : « Monument des Martyrs de la Résistance », pierre, Montpellier, France

## Formation
- 1933-1935 : école des beaux-arts de Montpellier
- 1936 : école nationale supérieure des arts décoratifs de Paris
- 1937-1944 : école nationale supérieure des beaux-arts de Paris (atelier Henri Bouchard et Paul Niklausse)
- 1943-1944 : maitre d'atelier

## Distinctions et prix
- Prix de la tête d'Expression
- Prix de l'Institut de France
- Prix des Amis des artistes de Paris
- Prix Chenavard
- Logiste du Grand prix de Rome

- Croix de guerre 1939-1945
- Chevalier des Arts et des Lettres
- Invité d'honneur de la Ville de Sète « Saint Louis » 2010

## Galerie

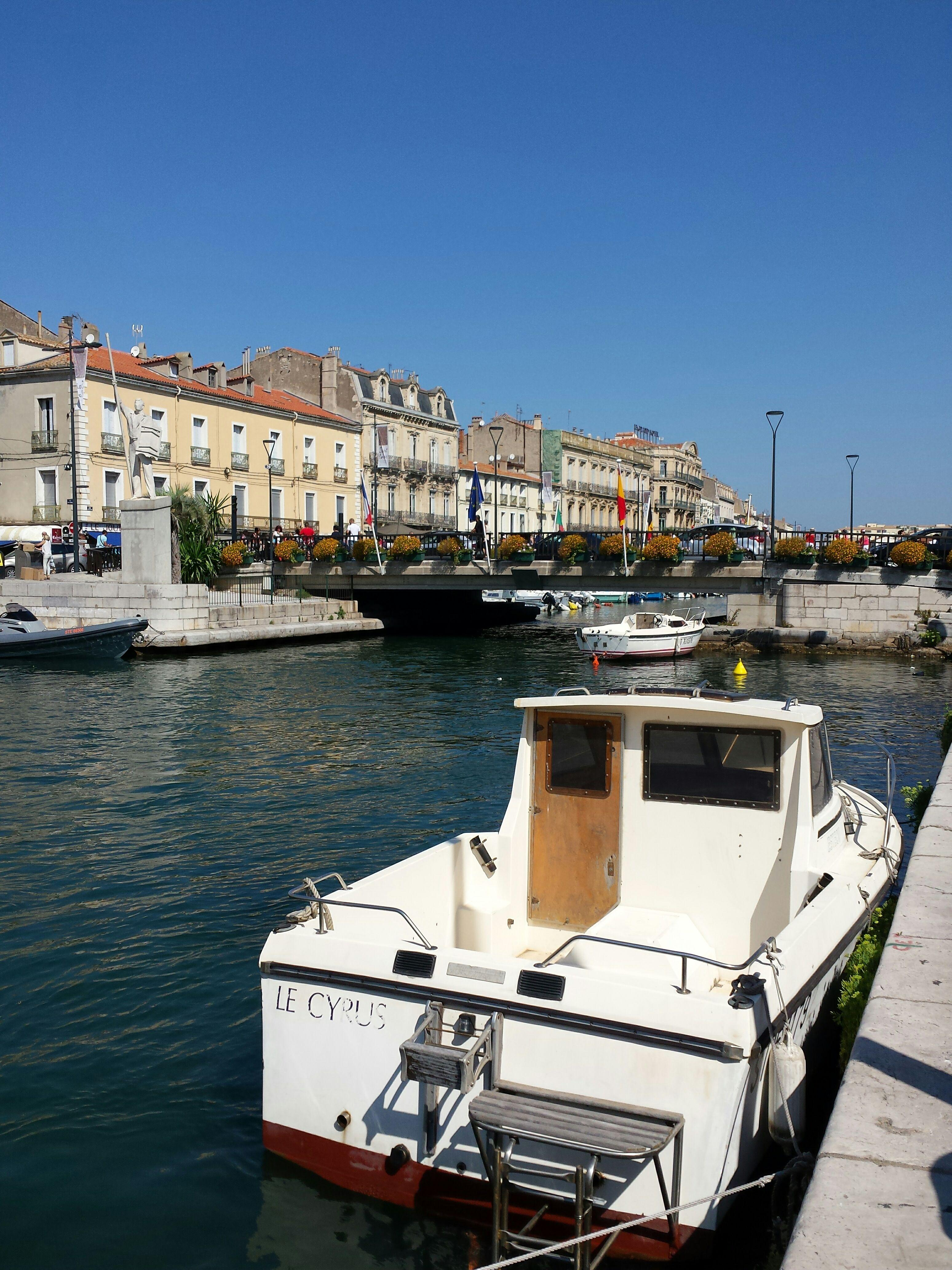
L'Ajustaïre, Sète.
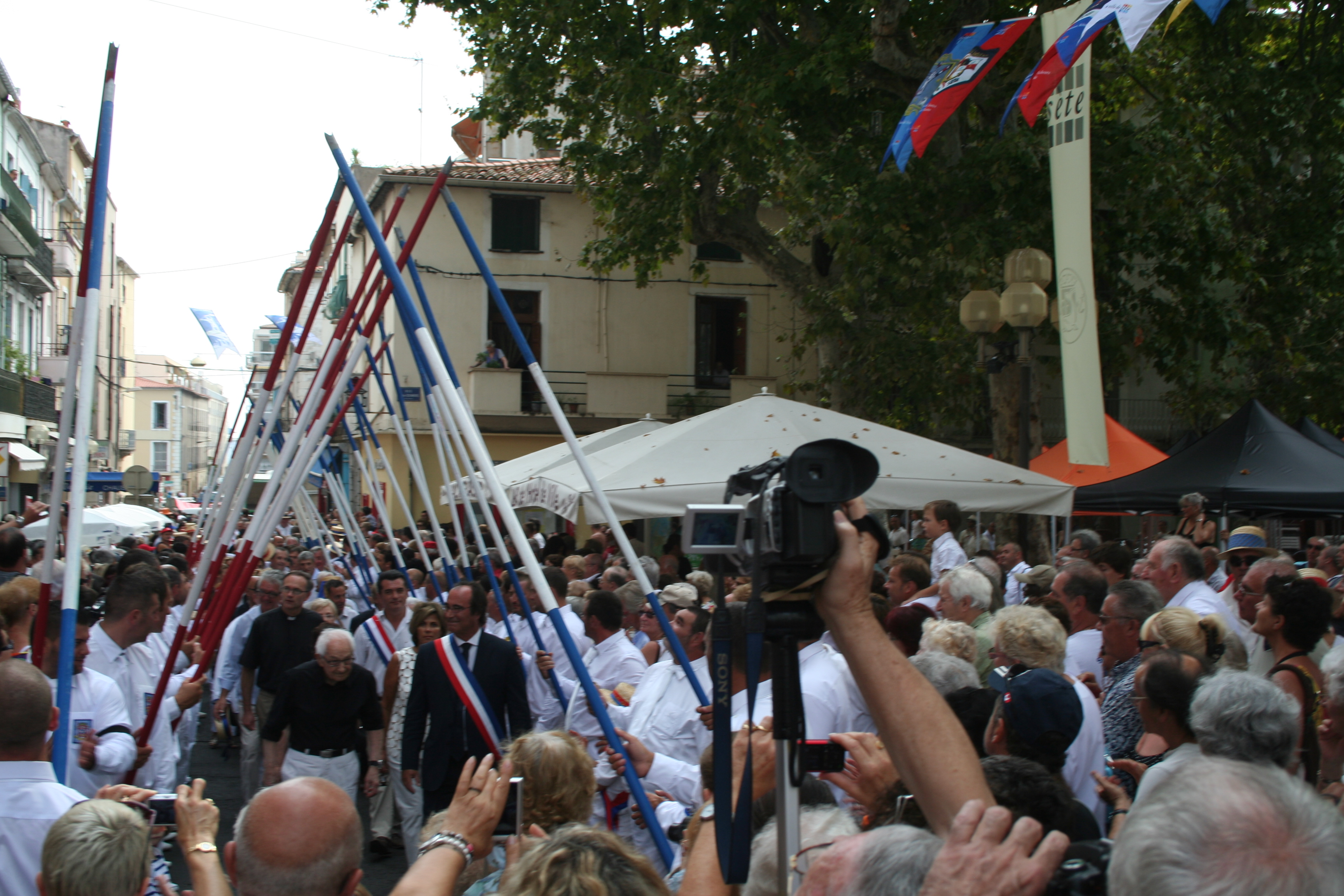
Fêtes de la Saint-Louis 2010 : Pierre Nocca reçu à la mairie de Sète par François Commeinhes, passe sous la haie d'honneur des jouteurs.